# Nekrologie
Nekrologie je nauka, která se zabývá studiem procesů, které probíhají v živočišných a rostlinných tělech po jejich odumření. Procesů, které vedou k rozkladu jejich organických částí, hnilobných procesů, tlení a následnému vracení organických látek do koloběhu.